# باب أغمات
باب أغمات هو باب يقع خارج أسوار المدينة العتيقة لمراكش.
يتكون الباب من قوسين كبيرين وعريقين شهدا عدة عصور وتواريخ وهو في حي مشهور يقع خارج اسوار مدينة مراكش القديمة يسمى سيدي يوسف بن علي وهو حي يشمل مقبرة كبيرة وشاسعة جدا وقد أصبح مكتظا بالسكان. يوجد باب غمات قريبا من سوق الربيع وبوسكري حيث يقيم عدة لاعبين مشهورين مثل مصطفى قيدي وكرموص وأحمد البهجة.

## الموقع
يقع باب أغمات في الجهة الجنوبية الشرقية للمدينة العتيقة في مراكش بالقرب من سوق الربيع وحي بوسكري، وينفتح على الجهة الشرقية من المدينة العتيقة على الطريق المؤدية إلى حي باب أيلان وحي بوسكري وزاوية سيدي امحمد بن صالح.

## لمحة تاريخية
يعود تاريخ بناء باب أغمات إلى عام 1126م عندما شيد الأمير المرابطي علي بن يوسف أول أسوار المدينة العتيقة في مراكش، وسميت بهذا الاسم نسبة إلى مدينة أغمات التي اتخذها المرابطون كأول عاصمة لحكمهم، والتي تقع إلى الجنوب الشرقي من مراكش. تُشير بعض المصادر التاريخية أيضًا إلى البوابة الموجودة في ذلك الموقع باسم باب ينتان، ولكن من غير المؤكد أن يكون باب أغمات هو نفسه باب ينتان، فمن المحتمل أن اسم باب ينتان يشير إلى بوابة أخرى كانت موجودة بالقرب من موقع البوابة الأولى ولكنها اختفت. في العصور اللاحقة أدخلت على البوابة القديمة عدة تعديلات مثلما حدث لمعظم بوابات المدينة.
كانت البوابة الأصلية تفضي إلى ممر منحني ينعطف بزاوية مقدارها 180 درجة ويشكل هيكلًا متماثلًا حول محور السور، بحيث يدخل المرء من جهة الغرب حيث يمر على الحصن القائم على الواجهة الخارجية من سور المدينة، ثم يمر عبر دهليز مسقوف، ليخرج غربًا من الحصن القائم على الواجهة الداخلية من السور، ويمر عبر فناء مفتوح. في وقت لاحق، أضيف للبوابة ضمن إحدى التعديلات فناء مسور بنمط بناء مختلف تمامًا على الطرف الخارجي للبوابة، مما أجبر المارة والمركبات على الانعطاف بزاية مقدارها 180 درجة، غير أن السور الشمالي لهذا الفناء هدم في الآونة الأخيرة لتسهيل حركة المرور عبر البوابة وجعلها أكثر مباشرة.
تحتوي الزاوية الشمالية الشرقية من بوابة باب أغمات على درج يصعد إلى السطح، وخارج البوابة مباشرةً توجد مقبرة باب أغمات التي تشغل مساحة واسعة، ويحدها من جهة الغرب المقبرة اليهودية في حي الملاح، كما يوجد بالقرب من الباب والمقبرة ضريح سيدي يوسف بن علي، أحد الأولياء السبعة في مراكش.

## الترميم
في عام 2021 بدأت المديرية الجهوية للثقافة بمدينة مراكش أعمال ترميم باب أغمات بميزانية تجاوزت المليون درهم كجزء من برنامج «مراكش الحاضرة المتجددة» الذي يهدف إلى صيانة التراث الحضاري بمدينة مراكش.